# Inheritance (romanzo)
Inheritance, o La Volta delle Anime è il quarto romanzo del Ciclo dell'Eredità, scritto da Christopher Paolini, autore dei precedenti tre libri della serie: Eragon, Eldest e Brisingr.
Il Ciclo dell'Eredità era stato originariamente pensato come una trilogia, ma alla pubblicazione di Brisingr Paolini affermò che durante la sua stesura il libro era cresciuto più del dovuto e lo sviluppo dei vari filoni narrativi si era complicato ad un punto tale che sarebbe risultato impossibile sciogliere il complesso intreccio della trama in un solo libro. In accordo con la casa editrice (la Random House) decise quindi di concludere la storia in quattro libri invece di tre.
Il libro venne pubblicato dalla Random House l'8 novembre 2011 negli Stati Uniti, in Australia, Nuova Zelanda e nel Regno Unito, e dalla Rizzoli il 9 novembre in Italia.

## Sinossi
Il 3 aprile 2011 la Random House ha pubblicato un preludio della trama di Inheritance:
(Christopher Paolini, Inheritance)

## Trama
Dopo gli eventi di Brisingr, Eragon e Saphira vengono impiegati da Nasuada nell'assedio della città di Belatona. Nella battaglia, che porta i Varden a conquistare Belatona, Saphira viene ferita da una Dauthdaert, un'antica arma forgiata dagli elfi per uccidere i draghi. Alla fine della battaglia i gatti mannari, guidati dal re Grimrr Zampamonca, stringono un'alleanza con i Varden. Dopo la presa di Belatona, Roran viene incaricato da Nasuada di conquistare la città di Arughia; riesce nell'impresa sfruttando la rete dei canali della città. Roran torna dunque dai Varden, che sono impegnati nel difficile assedio di Dras-Leona; a difesa della città vi sono anche Murtagh e Castigo.
Per evitare perdite inutili, Nasuada decide di attendere prima di assediare la città, e Jeod trova delle informazioni su un passaggio sotterraneo che permetterebbe di entrare a Dras-Leona. Eragon, Arya, Angela l'erborista, Solembum il gatto mannaro e un elfo di nome Wyrden decidono di tentare nell'impresa, tuttavia i tunnel sono utilizzati dai sacerdoti dell'Helgrind, i quali separano il gruppo, uccidono Wyrden e catturano Eragon ed Arya. I sacerdoti intendono sacrificare Eragon ed Arya offrendoli in pasto ai Ra'zac che stanno per nascere, ma Angela e Solembum riescono a liberarli; Eragon riesce quindi ad aprire i cancelli della città e a sconfiggere Murtagh e Castigo, permettendo così ai Varden di prendere la città.
Terminata la battaglia, Eragon ed Arya si concedono una notte di svago con un liquore elfico. Prima dell'alba però, Murtagh e Castigo piombano nell'accampamento dei Varden e rapiscono Nasuada; nella sua assenza Eragon viene nominato comandante dei Varden, che iniziano la marcia verso Urû'Baen.
Mentre riflette sulla gravosità del suo incarico, il giovane si ricorda della profezia di Solembum, secondo cui quando si fosse sentito incerto e impotente dinnanzi agli eventi sarebbe dovuto andare alla Rocca di Kuthian ed aprire la volta delle anime. Consultando i libri di Jeod viene a sapere che la Rocca di Kuthian si trova a Doru Areaba, sull'isola di Vroengard. Dopo aver informato Arya decide di partire per l'isola, accompagnato da Saphira e Glaedr. 
Nel frattempo Nasuada si risveglia a Urû'Baen, dove inizia la sua lunga agonia: quotidianamente è oggetto delle perverse torture di Galbatorix, che vuole che lei gli giuri fedeltà nell'antica lingua. Il tempo passa senza risultati, e contro ogni previsione Nasuada si avvicina lentamente a Murtagh: il giovane si confida con lei, raccontandole di ciò che ha passato sotto Galbatorix, e in lui Nasuada trova un alleato e soprattutto un amico, che quando può le allevia il dolore delle torture e la sostiene durante le ore di agonia. Eragon e Saphira trovano la Rocca di Kuthian, e riescono ad accedervi dopo aver pronunciato i loro veri nomi; lì scoprono centinaia di Eldunarí e di uova di drago, nascosti prima che Galbatorix sconfiggesse i Cavalieri. Gli eldunarì guidati dal loro capo Umaroth decidono di unirsi ad Eragon per aiutarlo a sconfiggere Galbatorix e dunque 
forti dell'appoggio di diversi draghi in forma di Eldunarí, Eragon e Saphira raggiungono i Varden giunti alle porte di Urû'Baen.
Eragon mette a conoscenza i leader dei ribelli della potente forza di cui dispongono e pianificano il loro attacco. Le loro forze congiunte attaccano la città mentre Eragon, Saphira, Arya e alcuni maghi elfici penetrano nella fortezza di Galbatorix. Dopo aver superato una serie di trappole ed essere stati divisi dai maghi riescono a penetrare nella sala del trono, dove trovano Galbatorix. 
Quest'ultimo li blocca senza sforzo con la magia e spiega loro che ormai il suo potere è incontrastabile, in quanto conosce il vero nome dell'antico linguaggio, la Parola, che gli consente di controllare ogni utilizzo della magia tramite l'antica lingua.
Il sovrano propone a Eragon un duello contro il fratellastro Murtagh senza né magia né Eldunarí, contando solo sull'abilità con la spada di ognuno di loro: Eragon accetta e riesce a sconfiggere Murtagh, invitandolo a schierarsi dalla sua parte. Murtagh, forte del fatto che il suo vero nome è cambiato grazie al legame che ha sviluppato con Nasuada, si ribella contro Galbatorix e utilizza la Parola per liberare i compagni di Eragon. Galbatorix neutralizza Murtagh e si scontra con Eragon, mentre Saphira ed Arya lottano contro il suo drago Shruikan. Tramite la forza degli Eldunarì, Eragon riesce a lanciare un incantesimo che fa vivere a Galbatorix tutto il dolore e la sofferenza che ha causato con le sue azioni, mentre Arya uccide Shruikan con la Dauthdaert. Sopraffatto dal senso di colpa, Galbatorix usa la magia per distruggere sé stesso e la cittadella, ma Eragon riesce a proteggere i suoi compagni.
Una volta fuori, Murtagh parte in volo dopo aver salutato Nasuada e il fratellastro, spiegando che lui e Castigo hanno deciso di ritirarsi a nord per riflettere sugli errori commessi. Eragon non lo ostacola, e Murtagh e Castigo augurano a lui e a Saphira un futuro roseo e rivelano anche a questi ultimi il nome dei nomi.
Nasuada diventa regina di Alagaesia, ed anche Orrin le giura fedeltà dopo aver ottenuto una serie di concessioni. 
Arya ritorna ad Ellesmera, per partecipare alla scelta degli elfi di un nuovo monarca dopo la morte di sua madre Islanzadi nella battaglia per Urû'baen. Porta con sè il rimanente uovo di drago che si schiude per lei e chiama il drago Fìrnen. Viene inoltre scelta come nuova regina degli elfi.
Eragon si rende conto dell'impossibilità di allevare i nuovi draghi ed addestrare i Cavalieri in Alagaesia; dunque decide di andarsene con gli Eldunarì e le uova di drago in una regione ad est di Alagesia. Eragon modifica il patto magico tra Cavalieri e draghi per permettere anche ai nani ed agli Urgali di diventare Cavalieri, e lascia due uova a ciascuna razza.
Eragon e Saphira salutano per sempre i loro amici e la loro famiglia, ma guardano speranzosi ad un futuro con una nuova generazione di Cavalieri di draghi.

## Personaggi

### Personaggi principali
| Cavaliere  | Drago    | Colore |
| ---------- | -------- | ------ |
| Eragon     | Saphira  | Blu    |
| Murtagh    | Castigo  | Rosso  |
| Oromis     | Glaedr   | Giallo |
| Arya       | Fìrnen   | Verde  |
| Galbatorix | Shruikan | Nero   |

- Eragon Ammazzaspettri: giovane ragazzo di Carvahall, al quale è toccata l'eredità dei Cavalieri dei Draghi: l'uovo della dragonessa Saphira. Dopo la buona riuscita dell'assedio di Feinster, Eragon e la sua dragonessa partecipano a quello di Belatona. Eragon combatte con la sua spada magica Brisingr, la quale, ogni volta che il giovane pronuncia il suo nome, viene avvolta dalle fiamme. "Ammazzaspettri" è il soprannome datogli dai Varden e dagli elfi dopo aver sconfitto lo spettro Durza, come narrato nel primo libro. Gli Urgali lo chiamano "Spadafuoco". Si farà carico dell'istruzione dei nuovi Cavalieri e della cura delle uova dei Draghi trovate nella Volta delle Anime.
- Saphira Squamediluce: dragonessa di Eragon Ammazzaspettri, Saphira è uno degli ultimi draghi, l′ultima femmina della sua specie ed ha le scaglie blu che brillano. È estremamente orgogliosa, vanitosa ed è molto potente.
- Galbatorix e Shruikan: Galbatorix è l'antagonista principale della saga, sovrano dell'Impero di Alagaësia e uno degli ultimi Cavalieri dei Draghi del reame. È legato a Shruikan, il suo gigantesco dragonenero , ma anziché dal legame che unisce i veri e propri Cavalieri, lo è tramite con la magia, che ha usato per accelerare la crescita sua e di Castigo. La fonte del suo potere sono i numerosissimi Eldunarí che ha trafugato dai draghi da lui sconfitti, e possiede quello che lui crede l'ultimo uovo di drago, quello verde.
- Roran Fortemartello: cugino di Eragon, noto per aver salvato il suo villaggio natale di Carvahall dall'attacco dei Ra'zac in Eldest. Dopo aver portato al sicuro i suoi concittadini dai Varden, Roran si è distinto per le sue imprese militari presso i ribelli, che l'hanno portato a posizioni di prestigio. È stato soprannominato "Fortemartello" poiché è solito combattere con tale arma.
- Arya Dröttningu: figlia della regina degli elfi Islanzadi, Arya è anch'essa un'elfa, ed è una dei migliori combattenti dei Varden. È estremamente dotata sia con la spada che con la magia, ed è molto intelligente. Eragon le ha dichiarato il suo amore, ma Arya lo ha rifiutato, poiché ritiene che una relazione amorosa in tempi di guerra non possa produrre altro che male. Alla fine del libro rivela ad Eragon il suo vero nome e l'uovo di Fìrnen si schiude per lei, facendola diventare un Cavaliere.
- Murtagh e Castigo: Murtagh è il fratellastro di Eragon da parte di madre. Dopo esser stato catturato dai servi di Galbatorix, è stato costretto da quest'ultimo a prestargli servizio dopo che l'uovo di Castigo si è schiuso per lui. Nonostante non possa opporsi al volere di Galbatorix, Murtagh lo odia profondamente. Il giovane è più forte di Eragon (sia nel secondo che nel terzo libro infligge pesanti sconfitte al rivale), grazie ad alcuni piccoli Eldunarí affidatigli da Galbatorix. Alla fine li restituirà ad Eragon e Saphira.
- Glaedr: Glaedr era il drago del maestro di Eragon Oromis. Quando quest'ultimo morì in Brisingr, Glaedr donò il suo cuore dei cuori ad Eragon e Saphira per poterli aiutare anche dopo la morte del suo corpo. Superato il dolore per la morte del suo Cavaliere, Glaedr ha ripreso l'addestramento dei due. È molto saggio e sa sempre consigliare Eragon sul da farsi.
- Nasuada: Nasuada è la figlia di Aijhad, ex capo dei Varden. Il ruolo di leader dei ribelli è passato a lei dopo la morte del padre. Nonostante la giovane età è estremamente brillante ed è un eccellente politica.
- Angela, l'erborista, e Solembum: Angela è uno dei personaggi più misteriosi dell'intera saga. Erborista, indovina, pellegrina per i vasti territori di Alagaësia, sembra che non ci sia razza o popolo che non abbia avuto a che fare con Angela. È particolarmente legata al gatto mannaro Solembum, che la segue in ogni suo viaggio. Combatte con la spada più affilata del mondo, "Trillamorte" o con un'arma a doppia lama vinta con una scommessa ai nani.
- Blödhgarm: elfo stregone a capo della scorta di elfi incaricata da Islanzadi per proteggere Eragon e Saphira. Col tempo diventerà amico del Cavaliere. Con la magia ha cambiato il suo aspetto per somigliare ad una fiera (lupo o pantera) ha un profumo muschiato che fa innamorare le donne umane di lui.
- Elva: la bambina che Eragon maledì per errore nel primo libro, donandole il potere di percepire le sofferenze altrui e di farsene carico. Nonostante l'aspetto, Elva è incredibilmente matura e intelligente. È una delle più preziose risorse dei Varden, grazie al suo potere, anche se si rifiuterà spesso di collaborare con Eragon e Nasuada (più che altro, per capriccio). Alla fine rifiuterà l'offerta di Eragon di annullare la maledizione. La sua condizione la fa crescere ad un ritmo anormale. Ha gli occhi viola.
- Orik: re dei nani e capoclan del Dûrgrimst Ingeitum, Orik è un nano, estremamente legato da un rapporto d'amicizia verso Eragon.

### Personaggi secondari
- Re Orrin: sovrano del Surda, regno confinante ad Alagaësia, Orrin. Presentato in Eldest come personaggio bonario e stravagante, in Inheritance assume un ruolo contrapposto al volere di Nasuada e di Eragon, opponendosi a qualsiasi decisione presa da qualcuno che non sia lui. I Varden cercano sempre di assecondarlo, poiché fornisce il maggior contributo alla loro campagna grazie alle sue immense ricchezze.
- Jörmundur: vice di Nasuada, forgiato dalle lunghe battaglie che ha combattuto in passato, è molto accorto nel prendere le sue decisioni, e sa sempre qual è il momento giusto in cui tirarsi indietro.
- Umaroth: drago di Vrael, a suo tempo guida dei Cavalieri dei Draghi, vomitò il suo Eldunarì alla morte del suo Cavaliere. Assieme agli Eldunarí di moltissimi altri draghi, Umaroth costruì la Volta delle Anime nella quale rinchiuse loro e le ultime uova di drago. Quando Eragon lo incontrerà, deciderà di seguirlo nel suo tentativo di uccidere Galbatorix assieme agli Eldunarí degli altri draghi.
- Fìrnen: il drago verde di Arya.
- Katrina: moglie di Roran.
- Islanzadi: regina degli elfi e madre di Arya.
- Nar Garzhvog: capo degli Urgali che hanno deciso di allearsi ai Varden.
- Grimrr Zampamonca: re dei gatti mannari, il suo nome è dovuto alla mancanza di tre dita della mano. Chiede ed ottiene una riunione con Nasuada a Belatona a nome del suo popolo dove domanda di unirsi ai Varden. Possiede il potere di controllare i gatti normali e nutre antipatia per Angela l'erborista a causa di un incantesimo ricevuto anni prima da lei che lo fece cinguettare quando apriva la bocca per giorni.
- Lord Barst: comandante dell'esercito imperiale, grazie alla forza di un Eldunarì che tiene nell'armatura uccide molti guerrieri Varden, tra cui Islanzadi; viene sconfitto da Roran, con l'aiuto di Kull e gatti mannari, alcuni dei più terribili e forti esseri di quelle terre.